# Avicularia plantaris
Avicularia plantaris är en spindelart som först beskrevs av Carl Ludwig Koch 1842.  Avicularia plantaris ingår i släktet Avicularia och familjen fågelspindlar. Inga underarter finns listade.